# Crisalidele
Crisalidele (1955) (titlu original The Chrysalids, titlul ediției americane Re-Birth) este un roman science fiction scris de John Wyndham. Este cea mai diferită dintre romanele majore a lui Wyndham, fiind considerată de unii cea mai bună operă a sa. O variantă de început a titlului a fost Time for a Change.
Romanul a fost adaptat radiofonic pentru BBC de Barbara Clegg în 1982 și pentru scenă de dramaturgul David Harrower în 1999.

## Intriga
Peste câteva mii de ani, zona rurală a Labradorului post-apocaliptic a devenit un loc mai cald și osptalier ca în prezent. Locuitorii Labradorului au vagi amintiri despre "Străbuni", o civilizație avansată tehnologic care a existat cu mult timp în urmă și despre care se crede că a fost distrusă când Dumnezeu a trimis lumii "Năpasta", pentru a pedepsi păcatele. Societatea care a supraviețuit în Labrador amintește oarecum de cea de la granița americană din secolul al XVIII-lea. 
Locuitorii practică o formă de creștinism fundamentalist, cu interdicții post-apocaliptice. Ei cred că, pentru a urma cuvântul Domnului și a se feri de o nouă Năpastă, trebuie să păstreze o normalitate absolută printre oameni, plante și animale. Lipsa modificărilor genetice a fost ridicată la rangul celui mai important principiu religios, iar oamenii care dovedesc mutații cât de mici sunt considerați "Blasfemii", fiind lucrarea Diavolului.
Indivizii care nu se conformează unei Etici fizice stricte sunt omorâți, sterilizați sau alungați către Lizieră, o zonă fără legi care se confruntă cu mutații în rândul plantelor și animalelor. Discuțiile care iau naștere se învârt în jurul păstrării pisicii fără coadă sau a cailor supradimensionați. Acestea sunt considerate de guvern stări preexistente sau dobândite în procesul convențional de înmulțire. Poziția guvernamentală este considerată atât cinică, cât și eretică de către comunitatea ortodoxă de frontieră. 
Așezarea rurală Waknuk este o comunitate fermieră de frontieră, populată cu oameni pioși și muncitori care doresc să revendice pământul Lizierei. Copilul de zece ani, David Strorm, fiul patriarhului religios din Waknuk, are vise intense inexplicabile cu orașe luminoase și căruțe fără cai, care par ciudate pentru experiența sa preindustrială. În ciuda pregătirii religioase riguroase, David se împrietenește cu Sophie, o fată cu șase degete la fiecare picior. Cu nonșalanța copilăriei, David păstrează secretul. Descoperirea mutației lui Sophie de către comunitate și fuga familiei ei îl determină pe David să își pună întrebări despre persecuția brutală a "Blasfemiilor" umane și selecția rituală a plantelor și animalelor mutante. David și alți câțiva din generația sa ascund o mutație invizibilă: au capacități telepatice puternice. David începe să se întrebe de ce toți cei care sunt diferiți trebuie alungați sau omorâți.
Pe măsură ce cresc, David și prietenii săi telepați își dau seama că mutația lor neobișnuită va fi considerată "blasfemie", așa încât își ascund cu grijă talentul. Faptul că mutația lor nu poate fi detectată în mod direct le permite pentru o vreme să o păstreze ascunsă. În cele din urmă, un membru al grupului este descoperit, iar David, verișoarea lui Rosalind și sora mai mică Petra, se refugiază în Lizieră. Cu ajutorul puterii telepatice neobișnuite ale Petrei, ei iau contact cu o societate îndepărtată mult mai avansată, "Sealand".  David, Rosalind și Petra scapă de cei care îi capturează, fiind salvați de expediția trimisă din Sealand pentru a descoperi sursa transmisiei telepatice a Petrei.
Deși natura "Năpastei" nu este dezvăluită, descrierile sugerează un război nuclear, atât prin mutații, cât și prin mărturiile marinarilor care au descoperit zone pustii, deșerturi sticloase către sud-vest, acolo unde se pot vedea ruinele ușor strălucitoare ale orașelor (probabil coasta estică a SUA). Marinarii care s-au aventurat prea aproape de aceste ruine au experimentat simptome asemănătoare iradierii. O femeie din Sealand, posedând cunoștințe temeinice despre tehnologia Străbunilor, menționează "puterea zeilor în mâinile copiilor".

## Personaje principale
- David Strorm este naratorul poveștii. El este unul dintre membrii micului grup de copii care poate comunica telepatic. Prejudecata tehnologică a comunității lor împotriva oricui este anormal determină păstrarea ascunsă a acestei abilități. Iubirea împărtășită de David și Rosalind este ținută secretă față de părinți din cauza neînțelegerilor dintre familii.

- Sophie Wender este o fată cu șase degete la fiecare picior. Ea trăiește cu părinții ei într-o casă izolată, la nord-vest de Waknuk, deviația ei de la "Etică" determinând-o să se țină deoparte de ceilalți copii.

- Joseph Strorm este tatăl lui David și a Petrei. El este profund religios și intolerant față de subiectul mutațiilor și al blasfemiei, pedepsindu-l cu severitate pe David pentru remarca sa blasfemiatoare neintenționată "mai am nevoie de o mână" pentru a pune un bandaj.

- Unchiul Axel este un fost marinar care a călătorit mult, fiind deschis la minte și dispus să pună la îndoială preceptele religioase convenționale. Aflând despre talentul telepatic al lui David, îl sfătuiește să stea deoparte și îi smulge promisiunea că nu va permite altora să afle despre mutația sa.

- Petra Strorm este cel mai mic copil al familiei Strorm și al grupului de telepați. Ea descoperă că abilitatea ei este extrem de puternică și dificil de controlat, punând grupul sub riscul de a fi descoperit.

- Rosalind Morton este cea mai apropiată prietenă a lui David din grupul de telepați. Ea trăiește la ferma vecină și este verișoara lui David.

- Femeia din Sealand și poporul ei aparțin unei societăți avansate tehnologic în care telepatia, deși nu e ubicuă, este destul de comună, fiind acceptată, promovată și studiată.

- Michael este cel mai obiectiv, perceptiv și decis dintre telepați, fiind cel mai educat și (în ciuda absenței fizice din evenimentele narațiunii) jucând, în multe privințe, rolul liderului grupului. Abilitățile sale telepatice rămân secrete și, în timpul urmăririi prin Lizieră, îi avertizează și îi ține mereu la curent pe David, Rosalind și Petra.

## Aluzii la geografia actuală
Satul Waknuk (Wabush) se află în sud-vestul Labradorului. Labradorul a devenit mult mai cald în viitor, având zone întinse de pămânc arabil.  Rigo (Rigolet) este capitala Labradorului, un oraș destul de mare de pe coasta estică, aflat pe malul unui râu. Portul Lark (Lark Harbour) este menționat ca escală pe coasta de vest a insulei Newf (Newfoundland), de unde marinarii pot obține provizii. 
Se zvonește că o insulă mare din nord-est (Groenlanda) ar fi locuită de amazoane cu obiceiuri ciudate. Insulele nordice sunt descrise ca fiind reci și locuite de păsări și animale acvatice. Unchiul Axel, fost marinar, a călătorit departe spre sud, văzând de la distanță "Coasta Pustietății", care prezintă zone asemănătoare ruinelor unei civilizații străvechi.   
Ulterior, se revelează faptul că există zone geografice mult mai puțin afectate de efectele războiului nuclear, cum ar fi Sealand (Noua Zeelandă). Sealand este casa unei societăți avansate tehnologic și social în care telepatia este încurajată și folosită ca o unealtă de supraviețuire.

## Semnificație literară
Deși Wyndham povestește cu umorul său sec specific, Crisalidele diferă de restul romanelor sale majore. În timp ce majoritatea folosesc cadrul clasei de mijloc englezești a mijlocului secolului douăzeci, Crisalidele apelează la o societate agrară a viitorului, descrisă în detalii destul de relevante. Dintre romanele sale, acesta se apropie cel mai mult de un bildungsroman.
Cartea a fost scrisă după The Kraken Wakes și înainte de The Midwich Cuckoos.

## Reacția criticii
Romanul a primit o serie de recenzii pozitive. The Observer scria că Wyndham "a creat câțiva dintre cei mai imaginativi monștri ai secolului douăzeci și a scris câteva romanele considerate clasice ale perioadei moderne.” Ottawa Citizen a catalogat romanul ca "sclipitor" și "o piesă de vârf a SF-ului care ar trebui savurată de generațiile care vor veni.” The Guardian o descrie ca "o poveste remarcabil de tandră a unei copilării post-nucleare" și "un clasic pentru majoritatea celor trei generații de cititori ai ei".
SFreviews.net i-a dat aprecieri amestecate, spunând că “Crisalidele se apropie foarte mult de a fi una dintre cele mai puternice și profunde opere ale lui John Wyndham”, dar că "Wyndham se împotmolește - catastrofal - în punctul culminant, într-un fel care afectează fundația tematică a poveștii."
Criticul și autorul de science fiction Damon Knight scria  că Wyndham "...nu a înțeles ce lucru bun avea.  Cele șase degete de la picioare erau extrem de credibile, dar Wyndham a eclipsat asta cu mutația telepatică. L-a făcut chiar pe David unul dintre cei nouă copii telepați și a schimbat direcția acțiunii de la cadrul construit cu grijă către o altă vânătoare blestemată cu un clișeu revelator la sfârșit... eroarea aceasta este fatală."
În rândurile criticilor există o dispută asupra faptului dacă intervenția culturii din Sealandde la sfârșitul romanului ar trebui considerată sau nu o deus ex machina.
Criticii au dezaprobat teoria lui Wyndham că două specii evoluate diferit ar trebui neapărat să se lupte până la moarte. Wyndham justifică acest lucru într-un discurs lung al femeii din Sealand, ținut către sfârșitul romanului, dar motivele enunțate de ea contravin pledoariei pentru toleranță din părțile precedente ale romanului. Această teorie există și în The Kraken Wakes și The Midwich Cuckoos.

## Crisalideleîn cultura populară
Cântecul "Crown of Creation" al formației Jefferson Airplane a fost inspirat de roman. Titlul și versurile sunt extrase din text și din intrigă cu permisiunea lui Wyndham. Un exemplu redat aproape textual din carte reflectă explicația filozofică a femeii din Sealand: "But life is change, that is how it differs from rocks, change is its very nature", care apare în versuri ca "Life is change - ;How it differs from the rocks" Partea din cântec în care se spune: "In loyalty to their kind / they cannot tolerate our minds. / In loyalty to our kind / we cannot tolerate their obstruction" este preluată din explicația femeii din Sealand despre inevitabilitatea conflictului între o specie mai avansată și progeniturile ei mai puțin avansate.

## Vezi și
- 1955 în științifico-fantastic